# Theta Virginis
Theta Virginis (51 Virginis) é uma estrela na direção da constelação de Virgo. Possui uma ascensão reta de 13h 09m 57.01s e uma declinação de −05° 32′ 20.1″. Sua magnitude aparente é igual a 4.38. Considerando sua distância de 415 anos-luz em relação à Terra, sua magnitude absoluta é igual a −1.14. Pertence à classe espectral A1V.